# Little Rickies Little Twister
Little Rickies Little Twister was een stalen kinderachtbaan in het Amerikaanse attractiepark Six Flags New England te Springfield. Hoewel niet de precieze datum is waarop de Little Rickies Little Twister geopend is, weet men dat dit in 1978 moet zijn geweest. De achtbaan is mogelijk al gebouwd in 1949. Dit jaar werd door Joe Drambour een achtbaan gebouwd in Six Flags New England welke als eerste volledig aluminium treinen had. Little Rickies Little Twister voldoet hieraan.